# Museo de Arte Moderno de París
El Museo de Arte Moderno de la Ciudad de París (en francés: Musée d'Art Moderne de la Ville de Paris), abreviado como Museo de Arte Moderno de París, es un museo de arte parisino dedicado al arte del siglo XX. Está ubicado en el número 11 de la Avenue du Président Wilson, en el XVI Distrito de París.

## Descripción
Localizado en el ala este del Palais de Tokyo y construido para la Exposición Internacional de París de 1937, el museo fue inaugurado en 1961. Las colecciones del museo comprenden más de 8000 obras que ilustran varias tendencias del arte del siglo XX. Destacan exhibiciones sobre los principales movimientos y artistas del panorama europeo del siglo XX, pero también monográficos y exposiciones temáticas que presentan las principales tendencias del arte actual. De igual modo, el museo alberga muestras temporales cada seis semanas.

## Colecciones
Las colecciones del museo incluyen, entre otras, obras de Pablo Picasso, Henri Matisse, María Blanchard, Raoul Dufy, Maurice de Vlaminck, Georges Rouault, Fernand Léger, Georges Braque, Francis Picabia, Amedeo Modigliani, Giorgio de Chirico, Kees van Dongen, Pierre Bonnard, Chaïm Soutine, André Derain, Suzanne Valadon, Maurice Utrillo, Robert y Sonia Delaunay, František Kupka, Juan Gris, Hans Bellmer, René Iché, Jean Fautrier, Jean Arp, Alberto Giacometti, Yves Klein, Andrey Lekarski y Pierre Soulages.

## Robo de 2010

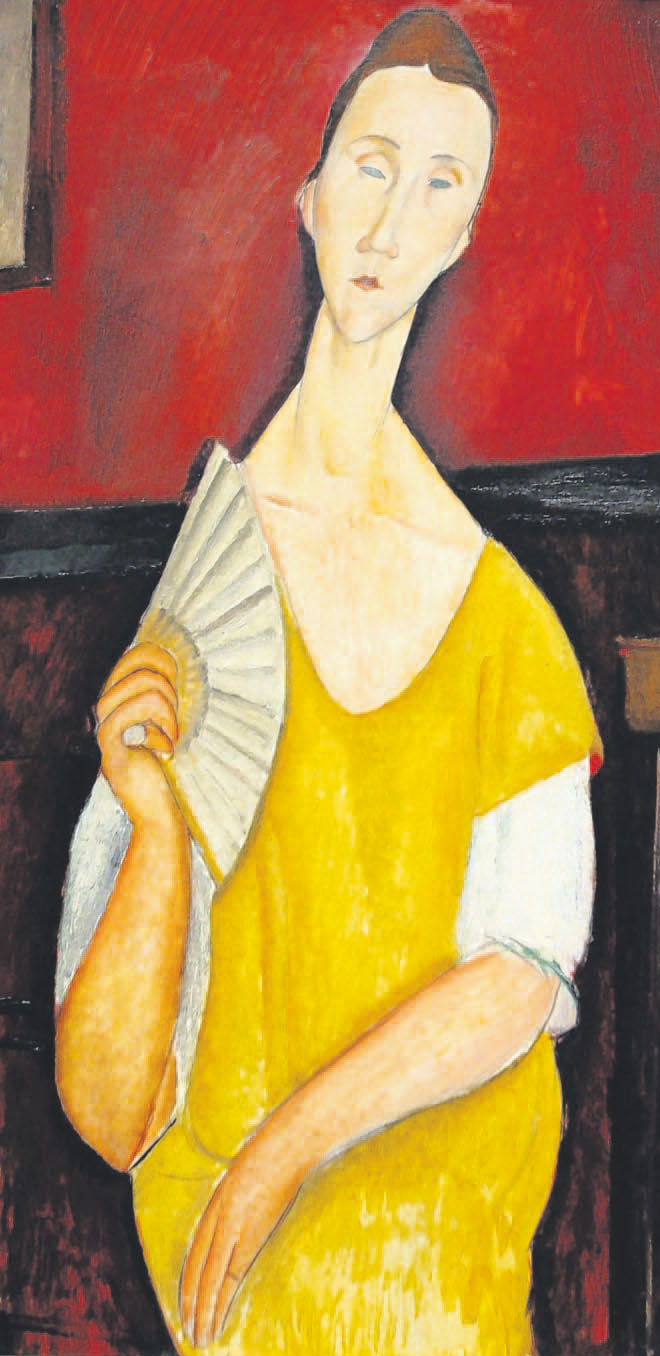
Una de las obras robadas, de Modigliani

El 20 de mayo de 2010, el museo informó del robo nocturno de cinco pinturas de su colección. Las obras sustraídas fueron Le pigeon aux petits pois (La paloma con guisantes) de Pablo Picasso, La Pastorale de Henri Matisse, L'Olivier Près de l'Estaque (El olivo cerca del estanque) de Georges Braque, La Femme à l'Éventail (La mujer del abanico) de Amedeo Modigliani y Nature Morte aux Chandeliers (Naturaleza muerta con candelabros) de Fernand Léger, un conjunto valorado en 100 millones de euros (123 millones de dólares). Una ventana había sido destrozada, e imágenes de CCTV mostraban a un hombre enmascarado robando los cuadros. El hombre, quien se cree que actuó solo, retiró cuidadosamente las pinturas de sus marcos, que dejó atrás.
El caso está siendo investigado por la Brigada de Represión del Bandidaje, unidad especializada de la policía francesa. No está claro por qué los sistemas de alarma del museo no pudieron detectar el robo, ya que el personal sólo se dio cuenta de lo acontecido al llegar al museo, poco antes de las 7 de la mañana. Como consecuencia de los hechos, el museo no abrió sus puertas a lo largo del día del suceso, alegando "motivos técnicos". El robo en el museo parisino siguió al robo por un valor de 162 millones de dólares de obras maestras de Cezanne, Degas, Van Gogh y Monet en la Fundación E.G. Bührle en Zúrich en febrero de 2008, y podría ser una de las mayores sustracciones de obras de arte de la historia en valor, habiendo sido descrito como el "robo del siglo". El subastador francés y presidente de la Association du Palais de Tokyo, Pierre Cornette de Saint-Cyr, declaró sobre lo sucedido: "Las cinco pinturas son invendibles, de modo que, señores ladrones, ustedes son imbéciles; devuélvanlas."
El 30 de enero de 2017, fue juzgado en París, el autor del robo, aunque hasta esa fecha las obras seguían sin aparecer.